# Eduardo Coudet
Eduardo Germán Coudet (Buenos Aires, 12 de setembro de 1974) é um treinador e ex-futebolista argentino que atuava como meio-campista. Atualmente está no Alavés. É conhecido também por muitas vezes ser explosivo com os clubes que comanda.

## Carreira como treinador

### Rosário Central
Iniciou-se na função de técnico pelo Rosário Central, clube no qual é identificado e tido como ídolo desde a época de jogador. Com propostas de futebol arrojado e intenso, Coudet levou a equipe Canalla a ter novamente destaque no cenário nacional, tendo levado a equipe a final da Copa Argentina de 2015, além de uma terceira colocação no mesmo ano no campeonato argentino. Já na Copa Libertadores de 2016, desempenhou um papel importante chegando às quartas de final (caindo para o futuro campeão da competição, o Club Atlético Nacional). Extravagante e ativo a beira de campo, foi diversas vezes comparado a Jürgen Klopp e Marcelo Bielsa pela forma de enxergar o futebol.

### Internacional
Foi anunciado como novo treinador do Internacional no dia 16 de dezembro de 2019, assinando até o fim de 2021.
Deixou a equipe em 2020, rescindindo seu contrato no dia 9 de novembro após não ter seus pedidos por reforços atendidos.

### Celta de Vigo
Após pedir demissão do Internacional, acertou com o Celta de Vigo.
No dia 2 de novembro de 2022, o treinador foi demitido do clube espanhol. Ao todo, comandou o Celta em 84 partidas, com 31 vitórias, 19 empates e 34 derrotas.

### Atlético Mineiro
Em 19 de novembro de 2022, Coudet foi anunciado como treinador do Atlético Mineiro, cargo que ocupou até 11 de junho de 2023, quando foi anunciado seu desligamento do clube.
Em 10 de junho, após um empate contra o Red Bull Bragantino pelo Campeonato Brasileiro, além de uma série de desentendimentos com os dirigentes do clube, Coudet pediu demissão e teve a saída do Galo confirmada no dia seguinte.

### Retorno ao Internacional
Logo após a saída de Mano Menezes, o Internacional anunciou o retorno de Coudet no dia 19 de julho de 2023, com o argentino chegando para comandar o clube no restante do Campeonato Brasileiro e na Copa Libertadores. Em sua segunda passagem pelo Colorado, o clube classificou-se à semifinal da Libertadores após oito anos.
No dia 10 de julho de 2024, após derrota para o Juventude no jogo de ida da terceira fase da Copa do Brasil, Coudet colocou seu cargo à disposição do clube gaúcho, que o demitiu. Nesta segunda passagem, comandou o Internacional em 62 partidas, com 30 vitórias, 15 empates e 17 derrotas.

## Títulos

### Como jogador
Rosário Central
- Copa CONMEBOL: 1995[1]

River Plate
- Primera División: Apertura (1999) e Clausura (2000, 2002, 2003 e 2004)

### Como treinador
Racing
- Superliga Argentina: 2018–19
- Trofeo de Campeones: 2019

Atlético Mineiro
- Campeonato Mineiro: 2023[18]

## Vida Pessoal
É sobrinho de Filpo Núñez, histórico treinador do Palmeiras na década de 1960.